# Fan Hu
Fan Hu är sjöar i Kina. De ligger i provinsen Jiangxi, i den sydöstra delen av landet, omkring 140 kilometer nordost om provinshuvudstaden Nanchang. Fan Hu ligger 8 meter över havet. Arean är 1,2 kvadratkilometer. Trakten runt Fan Hu består till största delen av jordbruksmark. Den sträcker sig 1,3 kilometer i nord-sydlig riktning, och 1,9 kilometer i öst-västlig riktning.
Genomsnittlig årsnederbörd är 2 323 millimeter. Den regnigaste månaden är maj, med i genomsnitt 364 mm nederbörd, och den torraste är oktober, med 68 mm nederbörd.